# Wasił Adżałarski
Wasił Stojanow Stajkow, znany jako Adżałarski i Derwiszow (bułg. Васил Стоянов Стайков, Аджаларски, Дервишов; ur. 24 grudnia 1880 r. w Adżałari (dzisiejsze Miladinowci), zm. 14 listopada 1909 r. w Skopje) – bułgarski rewolucjonista, skopski i kumanowski wojewoda Wewnętrznej Macedońsko-Adrianopolskiej Organizacji Rewolucyjnej (WMORO).

## Życiorys
Wasił Stojanow urodził się w 1880 roku w miejscowości Adżałari, od którego przyjął pseudonim. Kuzyn Trifuna Adżałarskiego. W 1901 roku jego rodzina przeprowadziła się do Skopje. Tam wstąpił do WMORO i zaczął wykonywać szereg zadań dla organizacji, m.in. donoszenie listów, ukrywanie i zamawianie broni dla działań partyzanckich. Tego samego roku został aresztowany i dwa lata spędził w osmańskim więzieniu Kurşunlu han. Wiosną 1903 roku został czetnikiem Sande Czołaka. W 1904 roku był pomocnikiem wojewody w czecie Bobiego Stojczewa, a następnie w 1905 roku był wojewodą w Skopskiej Cyrnej Gorze i Błatii pod zwierzchnictwem Dame Martinowa. Adżałarski zasłynął morderstwem kilku tureckich żebraków nękających miejscowych Bułgarów. W latach 1904–1908 jego oddział prowadził 14 bitew z tureckim wojskiem oraz bitwy z Serbami, przeciwstawiając się serbskiej propagandzie na terenie Macedonii. Wspierał Partię Federacji Ludowej w Bułgarii. Został zamordowany przez władze Skopje wraz ze swoim 80-letnim dziadkiem przed swoim domem. Jego pogrzeb był powodem licznych zamieszek i protestów Bułgarów przeciwko władzom w Skopje, a jego zabójca Kior Rasim został powieszony na moście w mieście.